# Pseudopanurgus helianthi
Pseudopanurgus helianthi är en biart som beskrevs av Mitchell 1960. Pseudopanurgus helianthi ingår i släktet Pseudopanurgus och familjen grävbin. Inga underarter finns listade i Catalogue of Life.